# Обер-Ольм
Обер-Ольм (нім. Ober-Olm) — громада в Німеччині, розташована в землі Рейнланд-Пфальц. Входить до складу району Майнц-Бінген. Складова частина об'єднання громад Нідер-Ольм.
Площа — 17,09 км2. Населення становить 4527 ос. (станом на 31 грудня 2020).

## Галерея

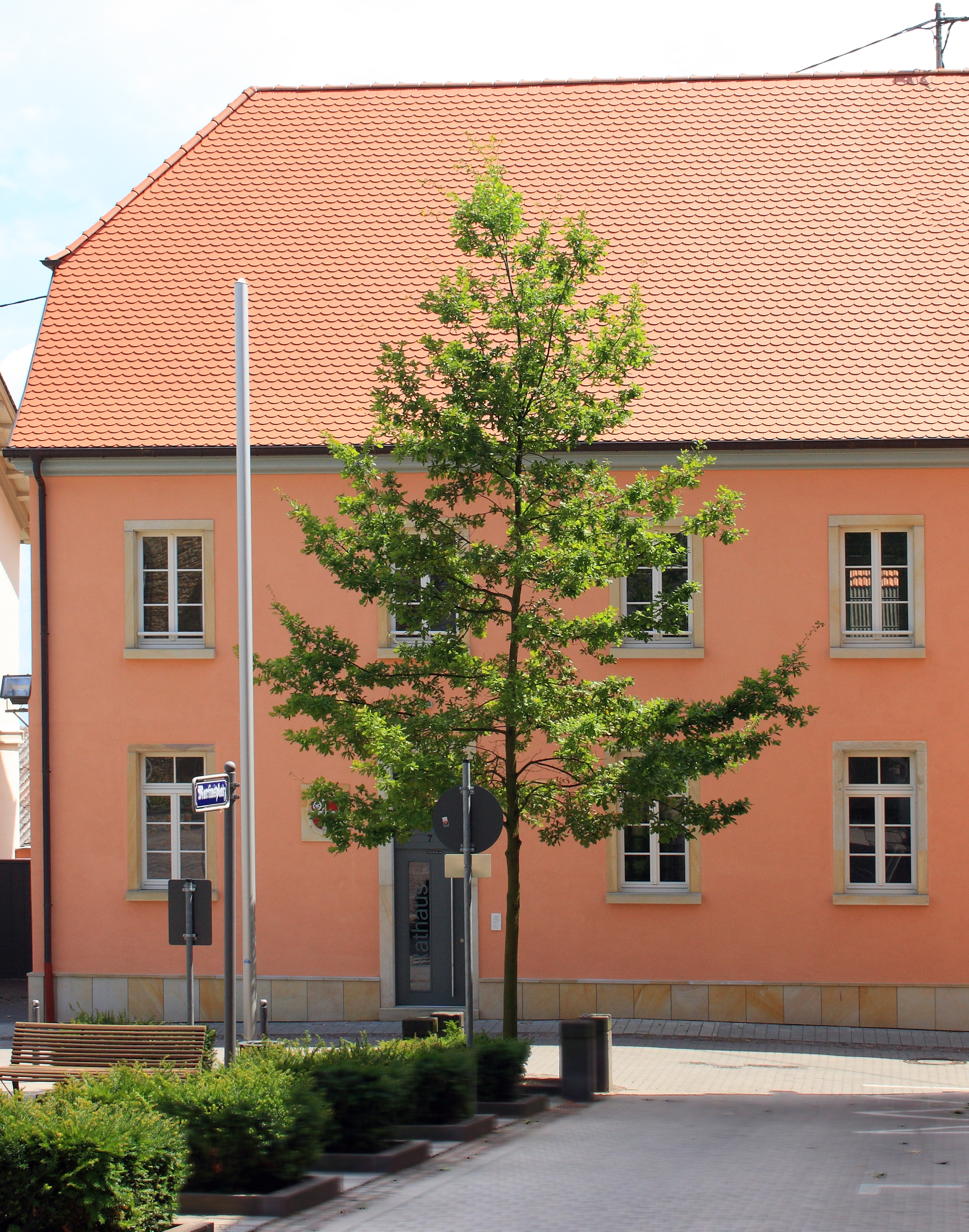
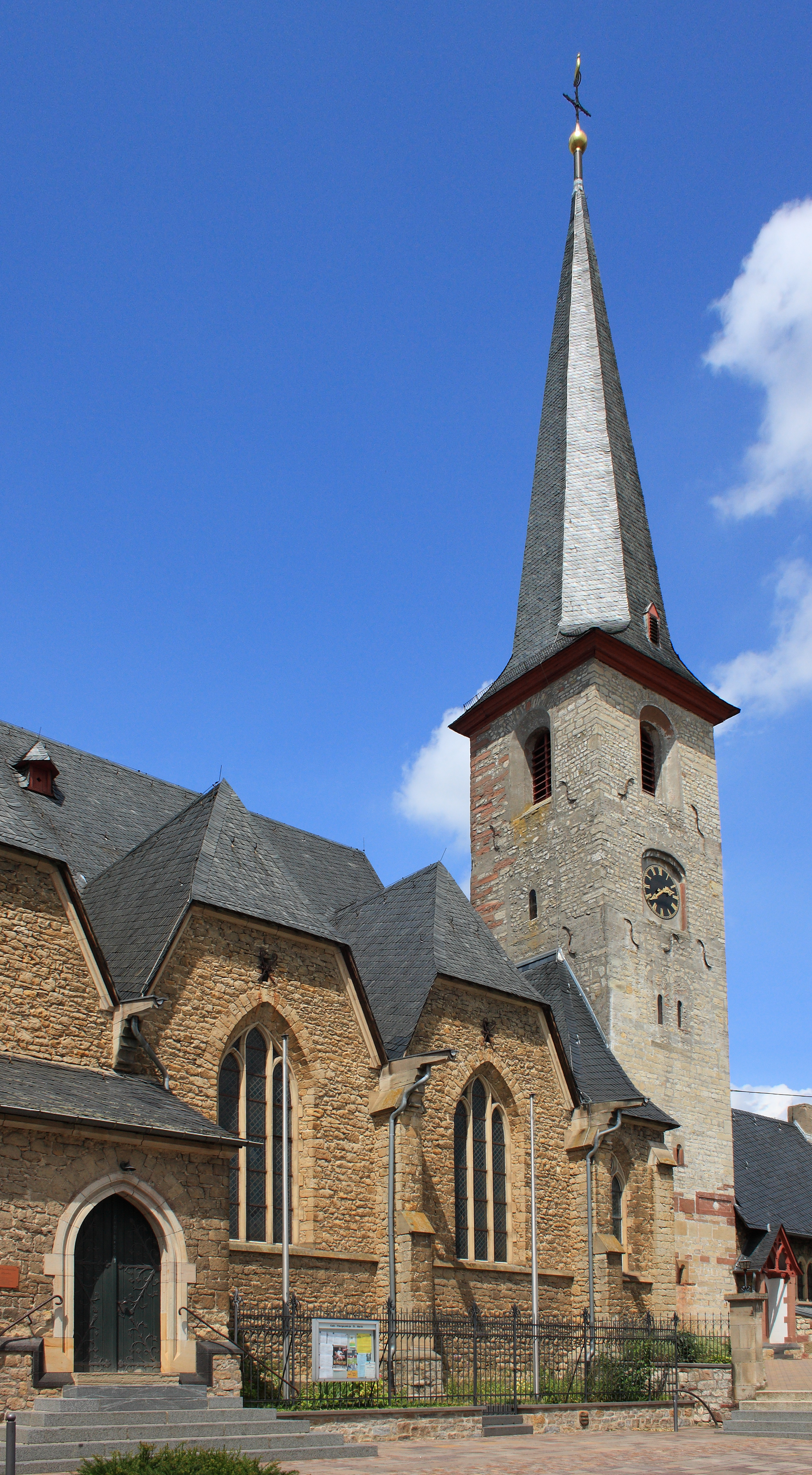
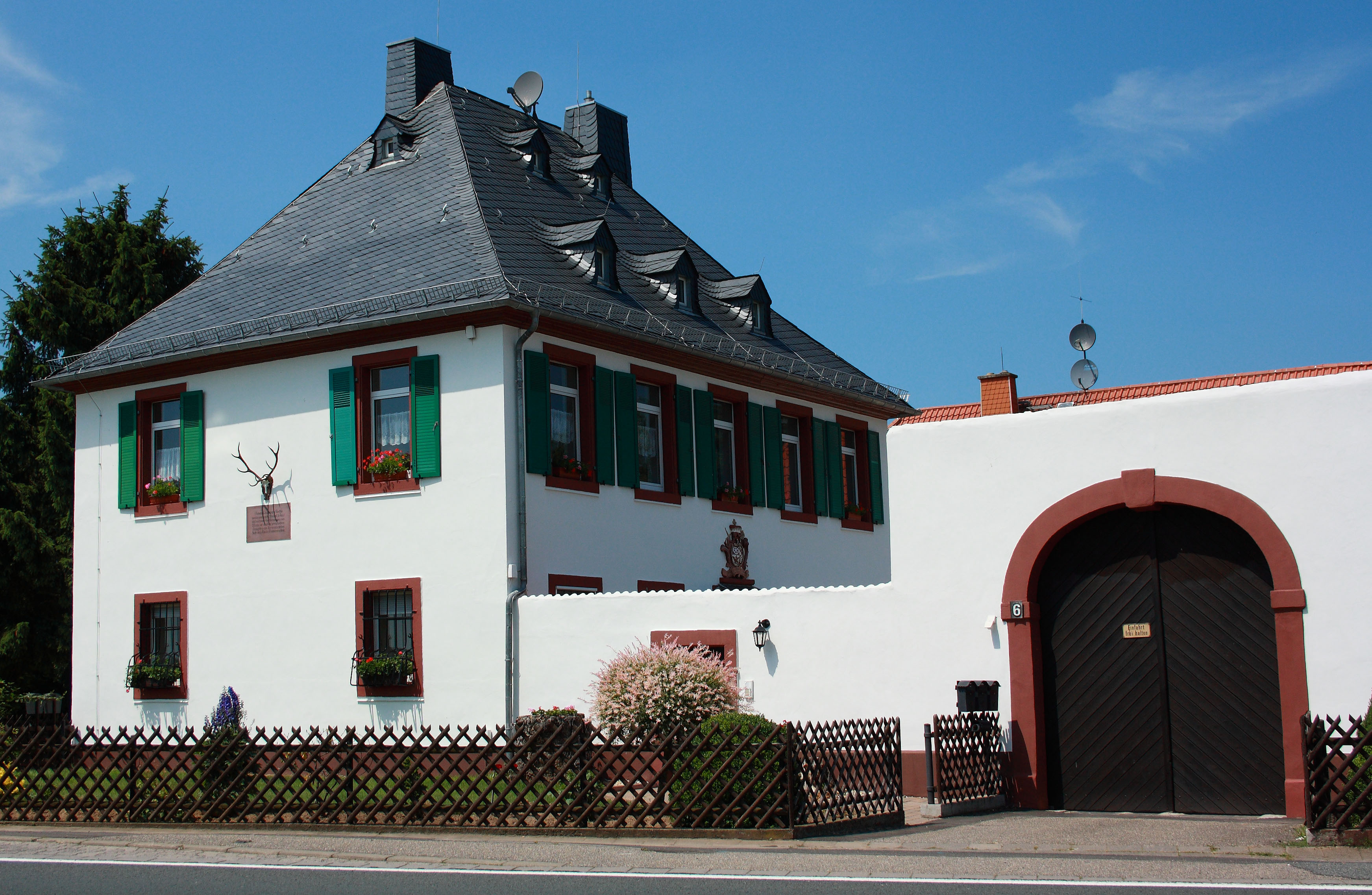
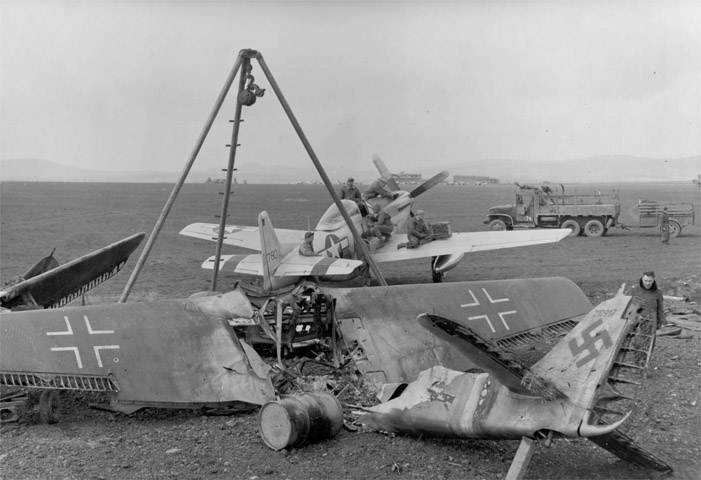